# 天生快活人
天生快活人（英文：Inborn Happy Man Orange）是广东电台的一档娱乐节目，开播于1998年10月2日。现时于音乐之声逢周一至五中午13:00至14:30进行直播。节目拥有一个位于流行前线的户外直播室（后因流行前线的租约到期 现已在广东台人民北办公区进行直播），能与听众面对面交流。天生快活人一直以其经典的游戏环节以及幽默、风趣的主持风格来吸引年轻听众，因其居高不下的收听率，而被网友称为广东电台的皇牌节目。

## 主持人
- 林颐（现任广州电视台 G4出动<新闻日日睇> 节目主持）<被视为 陈扬 接班人>
- 猪红（JQK组合）<被视为 林颐 接班人>
- 细Dee
- 肖敬源
- 黎诗敏（JQK组合）
- 林琳（Radio Lady组合）
- 紫F（JQK组合）
- 丁丁
- 欢欢（已离开）
- 史提芬（已离开）
- 莫澳欣（欣欣，Radio Lady组合）<已离开，现任《体验达人》节目主持>